# 西日本パス
西日本パス（にしにほんパス）は、西日本旅客鉄道（JR西日本）及び九州旅客鉄道（JR九州）が販売していた特別企画乗車券（トクトクきっぷ）である。
四国旅客鉄道（JR四国）では同一商品をJR四国・西日本パスとして販売していた。
本項ではJR九州が販売していた「JR九州・西日本乗り放題パス」および、JR西日本が完全民営化後に発売していた「いいね、すごい値　JR西日本パス」、2010年秋冬の祝祭日に発売していた「日帰りJR西日本フリーパス」についても述べる。

## 西日本パス
2009年春から開始された高速道路の「休日特別割引」（ETC割引制度参照）に対する対抗策として発売された特別企画乗車券である。
| 商品番号 | 商品名              | 種別               | 発地                                           | 着地                                           | 備考            |
| -------- | ------------------- | ------------------ | ---------------------------------------------- | ---------------------------------------------- | --------------- |
| 584-01   | 西日本パス（2日間） | 乗車券・幹在特急券 | 西日本・四国旅客鉄道全線および九州旅客鉄道北部 | 西日本・四国旅客鉄道全線および九州旅客鉄道北部 | 要2名様同一行程 |

### 概要
JR西日本・JR四国全線、JR九州の一部路線（2009年8月21日 - 12月21日は全路線）と智頭急行線の特急（新幹線を含む）・急行・普通列車（新快速・快速を含む）の普通車自由席およびJR西日本宮島フェリーのJR宮島航路とJR九州の一部の路線が2日もしくは3日乗り放題になる。なお、JR九州・西日本乗り放題パスではJR九州・JR西日本の全路線が利用可能であった。
- 発売当初
  - 2009年5月8日 - 6月29日の金・土・日・月曜日のうちの連続した2日もしくは3日間の利用で、2人以上が同一行程の場合にのみ発売していた。なお、JR九州・西日本乗り放題パスは延長なし。
- 2009年6月18日に発表された期間延長されたもの
  - 2009年7月3日 - 8月3日の金・土・日・月曜日（「ジパング倶楽部」及び「club DISCOVER WEST」の会員は平日も利用可）のうちの連続した2日もしくは3日間の利用で2人以上が同一行程の場合にのみ発売。
- 2009年7月31日に発表されたもの
  - 2009年8月21日 - 10月26日の金・土・日・月曜日（「ジパング倶楽部」及び「club DISCOVER WEST」「JR九州マイ・ウェイ・クラブ」の会員を１名以上含む場合は平日も利用可）のうち連続する2日間もしくは3日間の利用で（ただし9月18日から9月21日は利用不可、各種会員は9月18日から9月23日まで利用不可）、2人以上が同一行程の場合にのみ発売。2009年9月15日に利用期間を12月21日まで延長することを発表した（ただし上記に加え11月20日から11月23日まで利用不可）。

乗車列車が有効期間最終日の翌日に跨って運転されるものの場合、その列車が0時を過ぎて最初に停車する駅まで有効（ただし大阪電車特定区間においては終列車まで有効）であった。

### 種類
グリーン車用と普通車用があり、グリーン車用はグリーン車指定席が2日間用は4回（2009年8月21日利用分からは6回）まで、3日間用は6回（2009年8月21日利用分からは8回）まで利用可能。普通車用は普通車指定席が2日間用は4回（2009年8月21日利用分からは6回）まで、3日間用は6回（2009年8月21日利用分からは8回）まで利用可能。JR四国や北近畿ビッグXネットワークの特急で通し料金が適用される乗り継ぎの場合は1回と数える。
発売期間は前記の通りで利用開始日の1ヶ月前の午前10時から7日前まで、発売箇所はJR西日本・JR九州・JR四国管内全エリアと主な旅行会社（各種会員限定のパスを除く）で取り扱っている。また、e5489で購入することが可能で、指定券の予約もできる。5489サービスを利用した場合、全国中に宅配（有料）が可能となり、フリーエリアまでの乗車券等を別に購入すれば、連続しての乗車も可能となる。
駅レンタカーでは事前予約の上、本券及びセットになっているレンタカー利用券を乗車人数分提示するとSクラスが24時間2000円で利用できる（ただし九州地区・四国地区・直江津・米原は対象外）。2009年8月21日からは九州地区のレンタカーSクラスが1暦日3000円で利用できるようになったが、西日本または九州のどちらか1回のみ利用可能。

### 発売額および払戻手数料
|                         | グリーン車用                                          | 普通車用                                              | 払い戻し手数料                |
| ----------------------- | ----------------------------------------------------- | ----------------------------------------------------- | ----------------------------- |
| 2009年8月3日利用分まで  | 2日間：16,000円（4回まで） 3日間：20,000円（6回まで） | 2日間：12,000円（4回まで） 3日間：16,000円（6回まで） | 2日間：1,490円 3日間：2,130円 |
| 2009年8月21日利用分より | 2日間：20,000円（6回まで） 3日間：22,000円（8回まで） | 2日間：18,000円（6回まで） 3日間：20,000円（8回まで） | 2日間：2,130円 3日間：2,770円 |

- 表中の（　）は、指定席利用可能回数。
- 払戻手数料の計算式は、乗車券部分210円＋特急券分320円×指定席利用可能回数。

### 利用可能・不可能な路線
JR西日本・JR四国は全路線利用可能であったので、省略する。なお、JR九州・西日本乗り放題パスではJR九州・JR西日本の全路線が利用可能であった。
- 発売当初より利用可能（JR九州）
  - 鹿児島本線（博多駅 - 久留米駅）
  - 日豊本線（小倉駅 - 大分駅）
  - 長崎本線（全線）
  - 佐世保線（全線）
  - 大村線（全線）
  - 久大本線（全線）

- 2009年7月3日から利用可能（JR九州）
  - 山陽本線（下関駅 - 門司駅）
  - 鹿児島本線（門司港駅 - 博多駅）
  - 日田彦山線（全線）
  - 筑豊本線（全線）
  - 後藤寺線（全線）
  - 香椎線（全線）
  - 篠栗線（全線）
  - 筑肥線（全線）
  - 唐津線（全線）

- 2009年8月21日から利用可能
  - JR九州全線（九州新幹線も含む）
  - 智頭急行線（全線）

### 排除命令
2009年4月から6月まで発売したものは、智頭急行線や、JR九州の路線において一部使用できない（別途運賃・料金を支払う必要がある）路線があるにもかかわらず、両線を経由するモデルコースをパンフレットに載せたのは、これらの路線も乗り放題と誤解させるものだとして、JR西日本は同年8月7日に公正取引委員会から景品表示法違反で排除命令を受けた。この件について、JR西日本は2009年8月10日に排除命令に従う内容の公示を行った。問題が指摘されたJR九州の小倉駅 - 門司港駅間については同年7月3日から、智頭急行線については同年8月21日から利用できるようになっている。

## いいね、すごい値　JR西日本パス
JR西日本が2005年3月に完全民営化を果たし1周年が経過し、また山陽新幹線が博多駅まで全通して30年を迎えることを記念して、利用者への感謝の気持ちを込めて発売された特別企画乗車券である。

### 概要
JR西日本管内全線の特急（新幹線を含む）・急行・普通列車（新快速・快速を含む）及びJR宮島航路が乗り降り自由。利用期間は、1月分が2005年1月23日 - 2005年1月29日、2月分が2005年2月20日 - 2005年2月26日、3月分が2005年3月6日 - 2005年3月12日の日〜土曜日1週間で、この期間のうち連続する3日間が乗り降り自由であった。なお、この企画商品も西日本パスと同様に、2人以上が同一行程の場合にのみ発売していた。
| グリーン車用          | 普通車用              |
| --------------------- | --------------------- |
| 20,000円 （16,000円） | 16,000円 （12,000円） |

- （　）内はジパング倶楽部会員用の値段。

### 利用者特典
駅レンタカー関西及び中国の全営業所において、駅レンタカーの暦日料金の半額で利用できた。また、乗車券購入時に渡されるクーポン券との引き換えにより、駅構内店舗・駅ビルなどで割引などのサービスを受けることができた。

### その他
指定席の交付がに制限がないことから一部の鉄道ファンによる座席の買い占めが多発し平日にも関われず列車によっては指定席が満席となり自由席やグリーン車を利用せざる得なく事象が発生した。

## 日帰りJR西日本フリーパス

### 概要
2010年（平成22年）9月23日、11月3日、11月23日、12月23の祝日4日間の当日に限り全線が乗り放題となっていた。
| 商品番号 | 商品名                           | 種別                         | 発地                                 | 着地                                 | 備考            |
| -------- | -------------------------------- | ---------------------------- | ------------------------------------ | ------------------------------------ | --------------- |
| 569-10   | 日帰りJR西日本パス（普通車）     | 乗車券・幹在特急券           | 西日本旅客鉄道全線および智頭急行全線 | 西日本旅客鉄道全線および智頭急行全線 | 要2名様同一行程 |
| 569-12   | 日帰りJR西日本パス（グリーン車） | 乗車券・幹在グリーン車特急券 | 西日本旅客鉄道全線および智頭急行全線 | 西日本旅客鉄道全線および智頭急行全線 | 要2名様同一行程 |

## どこでもドアきっぷ

### 概要
2020年（令和3年）、新型コロナウイルス感染拡大を受け発売されていた。発売期間は9月18日(金)から12月17日(木)、利用期間は10月1日(木)～12月25日(金)、2名以上が同一行程の場合に限り発売されていた。
2日間用と3日間用が発売されたが、3日間用は九州旅客鉄道全線もエリアに含まれていた。
| 商品番号 | 商品名                                          | 種別               | 発地                                             | 着地                                             | 備考            |
| -------- | ----------------------------------------------- | ------------------ | ------------------------------------------------ | ------------------------------------------------ | --------------- |
| 165-51   | どこでもドアきっぷ（2日間）                     | 乗車券・幹在特急券 | 西日本旅客鉄道全線および智頭急行全線             | 西日本旅客鉄道全線および智頭急行全線             | 要2名様同一行程 |
| 165-52   | どこでもドアきっぷ小児用（2日間）               | 乗車券・幹在特急券 | 西日本旅客鉄道全線および智頭急行全線             | 西日本旅客鉄道全線および智頭急行全線             | 要2名様同一行程 |
| 165-53   | どこでもドアきっぷ（平日2日間）                 | 乗車券・幹在特急券 | 西日本旅客鉄道全線および智頭急行全線             | 西日本旅客鉄道全線および智頭急行全線             | 要2名様同一行程 |
| 165-54   | どこでもドアきっぷ小児用（平日2日間）           | 乗車券・幹在特急券 | 西日本旅客鉄道全線および智頭急行全線             | 西日本旅客鉄道全線および智頭急行全線             | 要2名様同一行程 |
| 165-55   | どこでもドアきっぷ（3日間）                     | 乗車券・幹在特急券 | 西日本・九州・四国旅客鉄道全線および智頭急行全線 | 西日本・九州・四国旅客鉄道全線および智頭急行全線 | 要2名様同一行程 |
| 165-56   | どこでもドアきっぷ小児用（3日間）               | 乗車券・幹在特急券 | 西日本・九州・四国旅客鉄道全線および智頭急行全線 | 西日本・九州・四国旅客鉄道全線および智頭急行全線 | 要2名様同一行程 |
| 165-57   | どこでもドアきっぷ（平日3日間）                 | 乗車券・幹在特急券 | 西日本・九州・四国旅客鉄道全線および智頭急行全線 | 西日本・九州・四国旅客鉄道全線および智頭急行全線 | 要2名様同一行程 |
| 165-58   | どこでもドアきっぷ小児用（平日3日間）           | 乗車券・幹在特急券 | 西日本・九州・四国旅客鉄道全線および智頭急行全線 | 西日本・九州・四国旅客鉄道全線および智頭急行全線 | 要2名様同一行程 |
| 165-63   | 旅行会社どこでもドアきっぷ（2日間）             | 乗車券・幹在特急券 | 西日本旅客鉄道全線および智頭急行全線             | 西日本旅客鉄道全線および智頭急行全線             | 要2名様同一行程 |
| 165-64   | 旅行会社どこでもドアきっぷ（平日2日間）         | 乗車券・幹在特急券 | 西日本旅客鉄道全線および智頭急行全線             | 西日本旅客鉄道全線および智頭急行全線             | 要2名様同一行程 |
| 165-65   | 旅行会社どこでもドアきっぷ小児用（2日間）       | 乗車券・幹在特急券 | 西日本旅客鉄道全線および智頭急行全線             | 西日本旅客鉄道全線および智頭急行全線             | 要2名様同一行程 |
| 165-66   | 旅行会社どこでもドアきっぷ小児胃兪（平日2日間） | 乗車券・幹在特急券 | 西日本旅客鉄道全線および智頭急行全線             | 西日本旅客鉄道全線および智頭急行全線             | 要2名様同一行程 |
| 165-67   | 旅行会社どこでもドアきっぷ（3日間）             | 乗車券・幹在特急券 | 西日本・九州・四国旅客鉄道全線および智頭急行全線 | 西日本・九州・四国旅客鉄道全線および智頭急行全線 | 要2名様同一行程 |
| 165-68   | 旅行会社どこでもドアきっぷ小児用（平日3日間）   | 乗車券・幹在特急券 | 西日本・九州・四国旅客鉄道全線および智頭急行全線 | 西日本・九州・四国旅客鉄道全線および智頭急行全線 | 要2名様同一行程 |
| 165-67   | 旅行会社どこでもドアきっぷ小児用（3日間）       | 乗車券・幹在特急券 | 西日本・九州・四国旅客鉄道全線および智頭急行全線 | 西日本・九州・四国旅客鉄道全線および智頭急行全線 | 要2名様同一行程 |
| 165-68   | 旅行会社どこでもドアきっぷ（平日3日間）         | 乗車券・幹在特急券 | 西日本・九州・四国旅客鉄道全線および智頭急行全線 | 西日本・九州・四国旅客鉄道全線および智頭急行全線 | 要2名様同一行程 |
| 198-11   | 九州発売・旅行会社どこでもドアきっぷ（3日間）   | 乗車券・幹在特急券 | 西日本・九州・四国旅客鉄道全線および智頭急行全線 | 西日本・九州・四国旅客鉄道全線および智頭急行全線 | 要2名様同一行程 |
| 198-15   | 九州発売・旅行会社どこでもドアきっぷ（3日間）   | 乗車券・幹在特急券 | 西日本・九州・四国旅客鉄道全線および智頭急行全線 | 西日本・九州・四国旅客鉄道全線および智頭急行全線 | 要2名様同一行程 |

## WESTERポイント全線フリーきっぷ
| 商品番号 | 商品名                                         | 種別                     | 発地                                 | 着地                                 | 備考 |
| -------- | ---------------------------------------------- | ------------------------ | ------------------------------------ | ------------------------------------ | ---- |
| 160-64   | WESTERポイント全線フリーきっぷ（全ポイント）   | 乗車券・幹在指定席特急券 | 西日本旅客鉄道全線および智頭急行全線 | 西日本旅客鉄道全線および智頭急行全線 |      |
| 160-65   | WESTERポイント全線フリーきっぷ（一部ポイント） | 乗車券・幹在指定席特急券 | 西日本旅客鉄道全線および智頭急行全線 | 西日本旅客鉄道全線および智頭急行全線 |      |